# Himalia (lune)
Pour les articles homonymes, voir Himalia.
Himalia (officiellement Jupiter VI Himalia) est un satellite naturel de Jupiter.

## Caractéristiques physiques
Himalia est le plus gros satellite irrégulier de Jupiter. La période de rotation était déterminée à 7 h 46 min 55 s±2 s. Ses dimensions exactes ne sont pas connues, mais en supposant qu'il possède un albédo de 0,04, similaire à d'autres satellites de Jupiter (comme les autres membres du groupe d'Himalia),, sa magnitude visuelle de 14,8 conduit à un diamètre moyen de 170 km. L'analyse des photographies prises par la sonde Cassini — sur lesquelles Himalia ne mesure pas plus de quelques pixels de long — conduit à un objet allongé, dont les axes mesurent 150±20 et 120 ± 20 km, proches des estimations terrestres.
En lui supposant une masse volumique de 2,6 g cm−3 (similaire aux autres satellites de Jupiter), la masse d'Himalia est estimée à environ 6,7 × 1018 kg.
Comme les autres membres de son groupe, Himalia apparaît gris, avec des indices de couleur B-V=0,62 et V-R=0,4, similaire à un astéroïde de type C. Les mesures de Cassini confirment un spectre électromagnétique sans caractéristique notable, mis à part une légère absorption à 3 μm qui pourrait indiquer la présence d'eau.

## Orbite
Himalia est le plus grand membre du groupe d'Himalia, un groupe de cinq satellites qui orbite autour de Jupiter sur des demi-grands axes compris entre 11 160 000 et 12 555 000 km et des inclinaisons de 25,8 à 30,7° par rapport à l'équateur de Jupiter.

Diagramme illustrant l'orbite des satellites irréguliers de Jupiter. Le groupe d'Himalia est visible sur le centre-gauche.
Diagramme illustrant l'inclinaison des quatre principaux membres du groupe d'Himalia en fonction du demi-grand axe.

## Historique

### Découverte
Himalia fut découvert par Charles Dillon Perrine à l'observatoire Lick le 3 décembre 1904. Il s'agit du 6e satellite à avoir été découvert autour de Jupiter,,.

### Dénomination
Himalia porte le nom d'Himalia, personnage de la mythologie grecque ; Himalia était une nymphe, qui eut trois fils de Zeus (équivalent grec de Jupiter).
Himalia ne reçut pas de nom officiel avant 1975, en même temps que huit autres satellites de Jupiter (le premier lot de satellites à avoir été officiellement nommés par l'Union astronomique internationale). Avant cela, Himalia était simplement désigné par Jupiter VI. Il ne portait pas non plus de désignation provisoire, le système actuel n'ayant été mis en place qu'après sa désignation officielle.

### Exploration
En novembre 2000, la sonde Cassini, en route pour Saturne prit quelques images d'Himalia, les plus proches à 4,4 millions de km. Le satellite ne couvrait que quelques pixels, mais sa forme pouvait être estimée.
En février et mars 2007, la sonde New Horizons réalisa quelques images à la distance de 8 millions de km, sur son trajet vers Pluton. Là encore, Himalia ne couvrait que quelques pixels.